# Elemer Kocsis
Elemer Kocsis (Salonta, 26 ottobre 1910 – 6 ottobre 1981) è stato un calciatore rumeno.

## Carriera
Di origini magiare, Kocsis giocò per il Bihor Oradea e per la Romania con la quale disputò il Mondiale 1930.